# Autonomous sensory meridian response
« ASMR » redirige ici. Pour les autres significations, voir ASMR (homonymie).
L'ASMR  (sigle anglophone signifiant réponse sensorielle autonome culminante) est une sensation particulière, agréable ou désagréable, de picotements ou frissons (au niveau du crâne, du cuir chevelu ou des zones périphériques du corps, parfois jusqu'aux extrémités) en réponse à un stimulus tactile, visuel, auditif, olfactif ou cognitif. Quand le phénomène est intense, il peut être physiologiquement mesuré par la réponse galvanique de la peau.
Cette sensation de contentement et de détente est naturellement induite chez certains ; par exemple lors de séances chez le coiffeur, où les manipulations des cheveux et du cuir chevelu, éventuellement ressenties comme sensuelles, interviennent (de surcroît généralement dans un environnement calme). Certaines personnes n'éprouvent pas cette sensation et d'autres la ressentent fortement, probablement en lien avec une sensibilité sensorielle accrue, une conscience corporelle et des mécanismes neurocognitifs sous-jacents qui font l'objet d'études depuis les années 2010. Des études récentes laissent penser que l'ASMR est associé à une sensibilité sensorielle accrue.
Bien que ce phénomène ait probablement toujours existé, il a suscité un intérêt particulier, en étant popularisé, dans les années 2010, par des plateformes audiovisuelles, qui sur Internet diffusent des audios ou vidéos fondés sur des stimulis auditifs (chuchotements, tapotement) avec - dans le cas de la vidéo - un amorçage visuel simulant la proximité d'une personne. Un nombre important de personnes regardent régulièrement des vidéos ASMR, pour se déstresser et/ou mieux dormir.
La littérature scientifique, encore émergente sur le sujet, suggère que les individus capables d'éprouver l'ASMR sont caractérisés par une sensorialité particulière et une « tendance à éprouver des états émotionnels négatifs tels que l'anxiété ». Il y a un consensus scientifique sur le fait que l'état d'ASMR réduit très rapidement le stress et l'excitation, tout en augmentant l'humeur positive, mais la nature et la classification scientifique du phénomène font encore l'objet de controverses quant aux interprétations neuropsychologiques du phénomène (l'ASMR semble notamment pouvoir être relié à la synesthésie, et avec l'expérience-flux (flow state)). La durée des effets positifs d'une vidéo ASMR ou ses effets sur des personnes en grande souffrance sont encore discutés.

## Étymologie
Le nom « ASMR » vient de l'anglais « autonomous sensory meridian response. » Il peut être défini comme une combinaison de sensations positives, de relaxation et d'une sensation distincte de picotement évoquant ceux de l'électricité statique sur la peau. Cette sensation prend généralement naissance sur le cuir chevelu en réponse à un déclencheur, descendant le long de la colonne vertébrale, et peut se propager au dos, aux bras et aux jambes à mesure que l'intensité augmente. Une augmentation de l'intensité peut être obtenue en expérimentant d'autres déclencheurs.
Jenn Allen, fondatrice du site ASMR-research.org, explique qu'« autonome » (ou « automatique ») fait référence à l'idiosyncrasie des personnes pratiquant l'ASMR, la « réponse » variant d'une personne à l'autre.
Les discussions en ligne de groupes tels que Society of Sensationalists (la société des sensationnalistes, sur Yahoo!), formé en 2008, ou le blog The Unnamed Feeling (la sensation sans nom), créé par Andrew MacMuiris en 2010, avaient pour but de permettre à une certaine communauté d'en apprendre davantage sur cette sensation, en partageant des idées et des expériences personnelles[réf. nécessaire].

## Eléments de définition et principe

### La sensation
L'ASMR est généralement présenté comme une sensation distincte, agréable, de picotements ou frissons au niveau du crâne, du cuir chevelu ou des zones périphériques du corps, qui apparaît en réponse à un stimulus visuel, auditif, olfactif ou cognitif,. Cette sensation s'accompagne généralement d'un sentiment de détente et de bien-être. Cette sensation semble pouvoir être perçue à partir d'un certain stade de l'enfance, puis à tous les âges. Dans certains cas intenses, le frisson peut être accompagné d'une chair de poule, et la réponse physiologique superficielle peut être mesurée par la réponse galvanique de la peau. Cependant, seule une partie de la population dit pouvoir l'éprouver. L'ASMR est également associé à une réduction du rythme cardiaque et à une augmentation de la conductance cutanée, confirmant que l'ASMR est physiologiquement enraciné[pas clair] et qu'« il peut avoir des avantages thérapeutiques pour la santé mentale et physique ».
Une forme d'ASMR pourrait être l'émotion esthétique ressentie par les musiciens, mélomanes ou danseurs en présence de certaines musiques étudiée en 2017 par Mitchell C. Colver et Amani El-Alayli.
Les personnes sont plus ou moins sensibles à l'ASMR en fonction du contexte mais aussi selon leur personnalité,. Dans le cas des frissons induits par la musique, ils sont présents et plus intenses chez les personnalités montrant une ouverture globale à l'expérience, ainsi qu'à cinq de ses six sous-facettes : fantaisie, esthétique, sentiments, idées et valeurs. A ce titre, l'« attention cognitive à la musique » pourrait être un facteur en jeu, encore discuté pour ce qui concerne son importance.
Plusieurs études décrivent l'ASMR comme une forme d'« euphorie de bas grade » en raison de l'état de relaxation qu'il peut induire,,.

### Les déclencheurs
Les études faites sur le sujet montrent que les déclencheurs de l'ASMR diffèrent d'une personne à l'autre. Ils peuvent être auditifs, visuels mais aussi tactiles (tapotement, grattage, toucher l'autre, être touché, « toucher par procuration ») ou multisensoriels, combinant alors généralement le chuchotement, des signaux répétés ou constants d'attention personnelle, certains sons, perceptibles ou étouffés, certains mouvements de mains et des mouvements lents du corps,. Le fait de regarder quelqu'un effectuer des tâches méticuleuses peut aussi être un déclencheur.
« Les expériences tactiles ne sont pas seulement des concurrents perceptuels de l'ASMR (c'est-à-dire des picotements), mais aussi des inducteurs d'ASMR généralement puissants ». Une étude a dépisté le toucher par procuration et la synesthésie du toucher miroir la personne perçoit des sensations tactiles lors de la visualisation, mais pas lors de la réception, un phénomène qui a, notamment, été relié à l'empathie chez des personnes pratiquant l'ASMR. Elle a conclu que « les répondants à l'ASMR avaient des expériences tactiles par procuration plus fréquentes et plus intenses, ainsi qu'une incidence étonnamment plus élevée de MTS, que les non-répondants ». Les auteurs rapportent aussi « une plus grande réactivité au contact interpersonnel positif, mais pas négatif » chez ceux qui répondent bien à l'ASMR, et tout particulièrement chez ceux qui ont un ASMR plus intense.[pas clair]
Une étude néerlando-allemande de 2023 insiste sur le fait que les vidéos ASMR incluent presque toujours une interaction simulée entre un protagoniste dans la vidéo et le spectateur et que cette « interaction simulée avec le spectateur peut être un facteur important pour déclencher l'ASMR ».

### Intérêt thérapeutique
L'intensité de l'ASMR, et ses effets, tels qu'induits par les vidéos ASMR, varient selon les individus. En 2022, une étude pilotée par l'université d'Oxford a conclu que les participants ayant regardé une vidéo ASMR ont éprouvé une relaxation significativement accrue et une amélioration de l'humeur en comparaison au groupe contrôle, mais seuls ceux qui ont éprouvé la sensation d'ASMR ont montré une forte amélioration de détente et de l'humeur. L'étude « suggère que les vidéos ASMR peuvent potentiellement améliorer l'humeur et réduire l'excitation, » ce qui pourrait contribuer à soulager les symptômes de l'insomnie et de la dépression.
Pour le neurologue Pierre Lemarquis, « tout le monde n'est pas réceptif à ce genre de stimuli. Il s'agit d'un phénomène qui s'apparente à de la suggestion, comme en hypnose, ce qui suppose une capacité à lâcher prise, à rêver et à développer son imagination ».[réf. nécessaire]
Pour ceux qui y sont réceptifs et qui recherchent proactivement l'ASMR, selon Barratt et Davis (2015) : 
les données obtenues illustrent des améliorations temporaires des symptômes de dépression et de douleur chronique.
Charlotte M Eid, Colin Hamilton, et Joanna M H Greer, (Département de psychologie, université de Northumbria) ont évalué le degré d'anxiété (névrotisme) chez 36 personnes éprouvant l'ASMR et chez 28 personnes-témoin (ne l'éprouvant pas), avant et après qu'ils ont vu une vidéo ASMR. Ceux ayant des expériences ASMR avaient des scores significativement plus élevés pour le névrosisme, pour l'anxiété liée aux traits et pour l'engagement vidéo (par rapport à ceux qui ne ressentaient pas d'ASMR) ; leur anxiété avant la vidéo était plus élevée, mais elle a considérablement diminué lors de l'exposition à la vidéo ASMR, alors que la vidéo n'a pas atténué l'anxiété dans le groupe témoin. L'étude conclut que le visionnage de vidéos ASMR peut effectivement réduire l'anxiété aiguë, mais pas chez les personnes insensibles à l'ASMR.
Au Royaume-Uni, une étude universitaire (2022) a comparé la perception de la douleur chez des personnes ayant expérimenté l'ASMR (via une vidéo ASMR), par rapport à un groupe témoin ayant vu une vidéo de contrôle. L'étude a mesuré d'une part la tolérance à la douleur (via un algomètre) et, d'autre part, la sensibilité subjective à la douleur (mesurée par une échelle visuelle analogique). Ce travail a conclu que les personnes du groupe exposé à l'expérience ASMR avaient, après l'expérience, une sensibilité à la douleur significativement accrue par rapport au groupe témoin, mais sans que cela ne modifie leur seuil moyen de tolérance à la douleur. Selon les auteurs, le caractère potentiellement analgésiant de l'ASMR pourrait protéger la personne contre les effets d'une sensibilité accrue à la douleur.
Une prévalence élevée de synesthésie (5,9%) au sein de l'échantillon suggère un lien possible entre l'ASMR et la synesthésie, similaire à celui de la misophonie, (la synesthésie est un type de perception atypique et rare où la personne, par exemple, a la sensation de  “voir” des sons ou de “goûter” des couleurs ; et la misophonie décrit une réaction émotionnelle négative induite par certains sons).
Des liens entre le nombre de déclencheurs efficaces et un état de conscience accru suggèrent qu'un certain état de conscience peut être nécessaire pour atteindre les sensations associées à l'ASMR ; plus il y a de sons ou de stimuli qui peuvent déclencher l'ASMR chez une personne, plus elle se plongera facilement dans un état de concentration intense.
En 2018, Cash, Heisick et Papesh se sont demandé si l'ASMR pouvait traduire un effet placebo (lié à l'espoir d'un résultat) plutôt qu'une véritable expérience déclenchée par des stimuli induisant l'ASMR. Selon Hostler & al. (2019) ce travail apporte des preuves de véracité de l'ASMR, et il serait utile d'évaluer l'ASMR à la fois en tant qu'état et en tant que trait. En 2022, une étude (basée sur 122 femmes) conclut que l'ASMR « pourrait - dans une certaine mesure - réduire l'anxiété et le biais attentionnel » chez les femmes isolées en cure de désintoxication.

## Validité scientifique
Diverses études ont d'abord montré ou confirmé que l'ASMR n'est pas qu'une sensation subjective, mais un état physiologique induit, dont certains paramètres (rythme cardiaque, conductivité de la peau) sont objectivement mesurables. Puis de nombreuses études ont suivi au début des années 2020.
La plupart des vidéos sont de type "amateur". Des chercheurs les ont étudiées et utilisent pour certains des collections de matériel vidéo ASMR  de référence.
L'une, conduite à l'université d'Utrecht aux Pays-Bas, a montré que la sensation de picotement sur la tête et/ou la nuque est aussi associé à une modification du diamètre de la pupille.
Des chercheurs et cliniciens néerlandais et allemands en santé mentale, de psychiatrie et de psychothérapie, sciences du comportement et du mouvement, neurologie développementale et neuropsychologie ont quant à eux ajouté l'électroencéphalographie (EEG) aux outils d'évaluation précédents. Ils ont montré, en 2022, que lors du visionnage d'une vidéo ASMR, on assiste à une diminution de la puissance alpha du cerveau chez les participants sensibles à l'ASMR, et à une diminution du thêta ainsi qu'à une augmentation de la puissance bêta chez tous les participants. La baisse de la puissance alpha et thêta induite par l'ASMR et l'augmentation de la puissance bêta et (uniquement chez les participants peu sensibles à la vidéo) laissent penser que l'ASMR peut agir dans le cerveau sur les centres de l'excitation et de l'attention focalisée. Les auteurs, confirmant les études antérieures, notent que le sentiment dépressif avait diminué chez ceux qui avaient ressenti les picotements en regardant la vidéo ASMR, et non chez les autres.
En 2023, en Australie, Aidan Mahady et Marcel Takac (chercheurs en sciences de la santé, sciences biomédicales, Université RMIT), associés à Alexander De Foe (chercheur en Education, Université Monash), concluent d'une revue narrative, que dans la décennie précédente, on est passé d'études scientifiques plutôt légères ou brèves sur le sujet, à des études basées sur des essais formalisés. Des sujets cruciaux sont néanmoins encore à étudier (par exemple concernant l'espoir d'un intérêt thérapeutique, à étudier au regard d'un possible effet placebo.
En 2024, Wai Lam Leung (spécialise des sciences du langage et neurosciences), avec Daniela M Romano (spécialiste des sciences de l'information à l'université de Londres, mais aussi membre de l'Institut d'intelligence artificielle de l'Université De Montfort à Leicester) ont conduit des expériences où 3 groupes des sujets (pour certains insensibles à l'ASMR) ont participé à des séances vidéo ASMR respectivement amorcées par une émotion neutre, une émotion relaxante ou une émotion de peur. Selon Leung et Romano, l'ASMR et un certain type de frisson de plaisir pourraient être un seul et même phénomène, « une signature émotionnelle physiquement ressentie », amorcée et chez certains sujets amplifiée par les rituels de l'ASMR. Ils notent que la vogue récente de l'ASMR repose sur une médiatisation qui le présente toujours comme un  moyen de rapidement induire un bien-être. Cependant, l'ASMR, selon eux peut aussi survenir dans des situations émotionnellement négative. Il perd alors son bénéfice mental (dès que les stimuli ASMR sont interprétés par la personne comme négatifs) ; car les chuchotements, tapotements et d'autres stimuli peuvent alors devenir une source d'inquiétude. Selon leurs expériences, chez les personnes qui perçoivent l'ASMR, « une réponse ASMR se produisait dans toutes les conditions d'amorçage, y compris le groupe d'amorçage de la peur. Aucune différence significative n'a été trouvée dans le résultat émotionnel ou l'humeur des groupes d'amorçage neutre et relaxant. En comparaison avec les individus incapables d'ASMR, les groupes d'amorçage relaxant et neutre ont démontré le même effet, mais plus puissant pour les personnes capables d'ASMR. Les personnes qui ont évalué l'ASMR après l'amorçage visuel de la peur ont démontré une diminution significative de la valence émotionnelle positive et une augmentation de l'excitation ».
Une équipe d'universitaires des domaines de la psychologie, des neurosciences sociales et cognitives a posé l'hypothèse que l'ASMR pourrait être basé sur le traitement de l'intéroception. Chez des personnes ASMR ou non, ils ont mesuré 4 paramètres permettant d'évaluer les différences de « sensibilité intéroceptive » entre elles. Cette mesure s'est basé sur 1) une évaluation multidimensionnelle de la conscience intéroceptive ; 2) un score de précision intéroceptive, basé sur la performance dans une tâche de comptage de ses battements de cœur ; 3) un indice électrophysiologique de l'intéroception ; et 4) une tâche de rapport de picotement. Les résultats ne montrent pas de différences entre les groupes concernant la prise de conscience consciente, mais l'amplitude HEP était plus grande dans le groupe ASMR dans les deux tâches. En 2022, les auteurs ont conclu que l'ASMR est bien basé sur « un mécanisme intéroceptif inconscient (...) où des stimuli socioaffectifs extéroceptifs sont intégrés pour représenter un état corporel de sentiments affectifs positifs et de relaxation, comme cela a été décrit pour le « toucher affectif » ».
L'usage thérapeutique de l'ASMR doit sélectionner avec soin les stimuli, qui doivent susciter le contentement et non des émotions négatives, au moins jusqu'à ce qu'on ait mieux compris les aspects affectifs de l'ASMR[réf. nécessaire]. La fonction intéroceptive (qui - avec la régulation corporelle et les stimuli et expériences émotionnelles/affectives - agit sur le niveau de bien-être) et la relation entre l'ASMR et l'intéroception ouvrent la voie à de futures recherches explorant la relation causale entre elles et leurs applications cliniques potentielles.

## Dans la culture populaire
Ce phénomène, parfois considéré comme étrange voire tabou, est généralement présenté comme ayant une valeur ludique et thérapeutique et est exploité à ce titre par un nombre croissant de podcasts et de vidéos de relaxation mis en ligne sur Internet,, dont le nombre devient important à partir des années 2010 via les réseaux sociaux.
Elles « déclenchent » l'ASMR (pour ceux qui y sont aptes) via divers stimuli : voix douces, tapotements, chuchotement, etc. Cette méthode acquiert peu à peu une communauté, chez les jeunes étudiants notamment, qui parfois l'utilisent tous les jours, et « chez lesquels les besoins en santé mentale sont en plein essor », notamment depuis la pandémie de Covid-19.
Certains créateurs prééminents de vidéos ASMR se déguisent ou construisent des décors sophistiqués. Le bouche-à-oreille des réseaux sociaux a permis que, sans médiatisation publique, notamment dans le contexte du confinement imposé par la pandémie de Covid-19, certaines vidéos cumulent des millions de vues sur leurs chaînes.
Le Victoria & Albert Museum propose une liste de lecture de vidéos ASMR pour « redécouvrir les trésors de ses réserves ».